# منحنی جرونو

منحنی جرنو حالت کلی با فرمول:

در هندسه جبری منحنی جرونو، (به انگلیسی: lemniscate of Gerono) یا (به انگلیسی: lemniscate of Huygens) یک منحنی جبری صفحه‌ای، تجزی‌پذیر به صفر و درجه چهارم است. شکل منحنی شبیه عدد هشت لاتین یا علامت بی‌نهایت ریاضی {\displaystyle \infty } است. معادله آن به شرح زیر است:
{\displaystyle x^{4}-x^{2}+y^{2}=0.}
این منحنی برای نخستین بار به وسیله کمیل کریستوفر جرونو پیشنهاد و طراحی شده است.
به دلیل معادل بودن این معادله با صفر می‌توان آن را یک تابع منطقی یا استدلالی توصیف کرد. یعنی می‌توان نوشت:
{\displaystyle x={\frac {t^{2}-1}{t^{2}+1}},\ y={\frac {2t(t^{2}-1)}{(t^{2}+1)^{2}}}.}
همچنین:
{\displaystyle x=\cos \varphi ,\ y=\sin \varphi \,\cos \varphi =\sin(2\varphi )/2}
منحنی جرونو مورد ویژه‌ای از منحنی لیساژو است.